# Судовиков, Александр Данилович
Судовико́в Александр Данилович (10 марта 1930, Симкино, БАССР, РСФСР, СССР — 26 сентября 2004, Уфа, Россия) — советский и российский изобретатель в области нефтепереработки и нефтехимии, кандидат наук.

## Биография
Судовиков Александр Данилович родился 10 марта 1930 года в селе Симкино Башкирской АССР. Отец — Судовиков Данил Аввакумович (1896 —1951).
В 1947 году поступил в Бирский Фармацевтический Техникум (БТУ), а после его окончания недолго работал в сфере фармацевтики.
В августе 1950 года был принят на работу на УНПЗ, а в 1951 году был переведен на НУНПЗ ( Ново-Уфимский Нефтеперерабатывающий завод), и работал там вплоть до 1997 года.
В 1954 году закончил Уфимский Государственный Нефтяной Технический Университет (УГНТУ), бывш. Уфимский Нефтяной Институт (УНИ).
Всю жизнь посвятил науке в сфере нефтепереработки (см #Научная деятельность).
Умер 26 сентября 2004 года в Уфе.

## Научная деятельность
Научная деятельность Александра Даниловича была связана с изобретением и внедрением новых технологий для производства автобензинов, авиабензинов и других видов топлива.
Так, в 1963 году в издании "За новые победы" Башкирского книжного издательства, вышла заметка о том, что, будучи секретарём парторганизации цеха № 39, со своими коллегами по производству он уже начал разрабатывать схему, связанную с "прямогонным риформированием" в нефтепереработке.
В начале 1967 года в издании "Химия и технология топлив и масел" в соавторстве опубликовал работу "Прокалка нефтяного кокса в многоступенчатом противоточном аппарате с кипящим слоем".
В ноябре 1967 года защитил диссертацию на базе Всесоюзного алюминиево-магниевого института (ВАМИ), что был Ленинграде, а с 2003 года вошёл в состав Русал, став называться "РУСАЛ Всероссийский Алюминиево-магниевый Институт", по теме «Способ получения нефтяного кокса», тем самым став кандидатом технических наук (КТН)[прояснить].
В 1968 в соавторстве выпустил статьи "Прокалка и обессеривание нефтяного кокса комбинированным способом в реакторе с кипящим слоем и излучающими стенками" и "Кокс и химия", а в 1969 - "Гидродинамика псевдосжижения при прокалке нефтяного кокса".
В 1972 году, будучи представителем НУНПЗ в соавторстве с коллегами из всё того же НУНПЗ, УНИ и ВАМИ опубликовал работу "Прокалка и обессеривание нефтяного кокса с комбинированным нагревом", а также зарегистрировал патент на изобретение "C10B55 - Коксование минеральных масел, битумов, дегтей и т.п. или их смесей с твердыми углеродсодержащими материалами (крекинг нефтяного сырья C10G)".
В 1977 году в журнале "Химия" (Москва) вышла его статья "Установка термического крекинга".
В том же году его научные работы были закодированы в реферативном журнале по химии кодами 13П204П и 24П145.
В 1989 работа в его соавторстве "Качество труда и его стимулирование на предприятиях нефтепереработки" также попала в реферативный сборник экономике промышленности.
В 1992 году в соавторстве, будучи представителем НУНПЗ, зарегистрировал патент RU2009167C1 на тему "Способ получения высокооктанового бензина (путем каталитического риформинга прямогонной бензиновой фракции с последующим фракционированием полученного бензина риформинга)"

### Признание
Уже в 1984 году на его опубликованные работы ссылались соискатели докторских диссертаций.
В 2013 году в № 10 издания "Фундаментальные исследования" статье "Становление и развитие процесса термокрекинга на НПЗ Башкортостана" было отмечен его вместе с другими работниками вклад
в "технологию термического риформирования бензинов, которая была реализована на установке ТК-3" в начале 70-х годов прошлого века.
В 2015 году в № 10 издания "Национальная ассоциация ученых" в статье "Первые послевоенные реконструкции крекинг-установок" ктн Абубакаровой Зареты Шааевны был отмечен его "большой вклад в реконструкции установок термокрекинга уфимской группы НПЗ" в 70-х годах прошлого века.

### Не подтверждено
Автор более 70 научных работ и 38 патентов. Заслуженный изобретатель Республики Башкортостан (1997).
Один из авторов патентов на[прояснить] производство высокооктановых неэтилированных автобензинов АИ-95 и АИ-98, которые были впервые внедрены в России на Ново-Уфимском Нефтеперерабатывающем заводе (НУНПЗ).
Разработки и запатентованные изобретения Судовикова А.Д и по сей день используются в нефтеперерабатывающей промышленности, что говорит о значимости его многолетнего труда на благо республики и страны.
Автор книги «Установка термического крекинга», которая нашла большое применение у технологов..
В 1997 году был удостоен звания заслуженного изобретателя Республики Башкортостан.